# Stanisław Mioduszewski (pisarz)
Stanisław Mioduszewski (ur. 17 lutego 1908, zm. 4 sierpnia 1991) – polski pisarz, reportażysta, marynarz.

## Życiorys
Uczęszczał do Państwowego Gimnazjum im Królowej Zofii w Sanoku, z którego wystąpił 11 lutego 1926 w trakcie VI klasy. Po przerwaniu nauki został marynarzem w charakterze chłopca okrętowego w Gdyni. Od 1929 do 1932 służył w Marynarce Wojennej, a do 1933 był członkiem załóg statków handlowych. W tym roku podjął studia na Wyższej Szkole Dziennikarskiej w Warszawie. W czasie II wojny światowej i trwającej okupacji niemieckiej był więźniem Pawiaka. Służył w Marynarce Wojennej Polskich Sił Zbrojnych na Zachodzie. Po wojnie nadal odbywał podróże morskie i oceaniczne.
Jako powieściopisarz i marynista opisywał Afrykę Zachodnią, w tym Nigerię. Wstąpił do Stowarzyszenia Marynistów Polskich.

## Publikacje
- Sto stopni długości wschodniej (1962)
- Jachtem przez dżungle Nigerii (1964)
- Pod flagą kupców ryzykantów (1969)
- W labiryncie delty Nigru (1971)
- Kwora – córka delfinów (1980)

## Osiągnięcie
- Wyróżnienie Harcerskiej Nagrody Literackiej za powieść Kwora – córka delfinów (1981)